# Ratpenat gris
El ratpenat gris (Myotis grisescens) és una espècie de ratpenat de la família dels vespertiliònids. És endèmic dels Estats Units, on viu al sud-est del país. Nia en coves i a mines abandonades i es creu que busca aliment a boscos propers. Està amenaçat per la destrucció d'hàbitat i la pertorbació humana del medi on viu.